# Lumacra hyalinacra
Lumacra hyalinacra är en fjärilsart som beskrevs av Davis 1964. Lumacra hyalinacra ingår i släktet Lumacra och familjen säckspinnare. Inga underarter finns listade i Catalogue of Life.